# شهرستان وگنر (اکلاهما)
شهرستان وگنر، اکلاهما (به انگلیسی: Wagoner County, Oklahoma) شهرستانی در ایالات متحده آمریکا است که در اکلاهما واقع شده‌است.

## خصوصیات
شهرستان وگنر ۱٬۵۳۱ کیلومترمربع مساحت دارد.